# R.e.m.IX

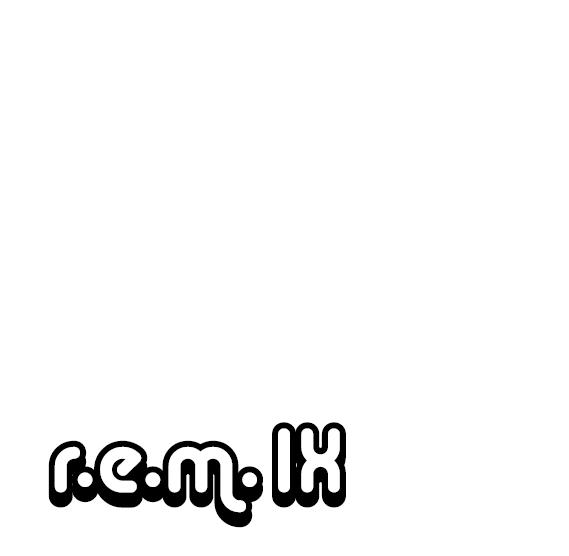

r.e.m.IX è un album di remix del gruppo rock statunitense R.E.M. pubblicato nel 2002.

## Tracce
Tutte le tracce sono di Peter Buck, Mike Mills e Michael Stipe.

1. The Lifting (Now It's Overhead mix by Andy Lemaster) – 4:41
2. The Lifting (Knobody/Dahoud Darien for 12 Nations) – 5:07
3. I'll Take the Rain (Jamie Candiloro) – 6:11
4. She Just Wants to Be (Jamie Candiloro) – 5:03
5. I've Been High (Matthew "Intended" Herbert) – 5:19
6. I've Been High (Knobody/Dahoud Darien for 12 Nations) – 4:01
7. I've Been High (Chef) – 4:56
8. I've Been High (Her Space Holiday/Marc Bianchi) – 5:01
9. Beachball (Chef) – 6:16
10. Summer Turns to High (Her Space Holiday/Marc Bianchi) – 4:25